# Туристичка организација Шапца
| Туристичка организација Шапца |                                      |
| Оснивач:                      | Град Шабац                           |
| Основана:                     | 1996. године                         |
| Седиште:                      | Господар Јевремова 23 · Шабац Србија |
| Директор:                     | Младен Петровић                      |
| Веб презентација              | https://sabacturizam.org/            |
| Контакт:                      | +381 15 347 383                      |

Туристичка организација Шапца основана је од стране Града Шапца са намером да све заинтересоване упозна са историјом, традицијом, културом и свим потенцијалима града. Налази се у улици Господар Јевремова 23.

## Историјат
Туристичка организација Шапца основана је 1996. године и до данас се бави очувањем, заштитом и валоризацијом туристичких вредности на нивоу града Шапца. Организатор је кровних манифестација у граду, али се поред организационе и промотивне улоге бави и креирањем нових туристичких производа. Један од значајних задатака Туристичке организације Шапца је успостављање и јачање међусекторске сарадње и повезивање како на локалном, тако и на регионалном нивоу.
Учествује у промоцији града, креира туристичку понуду, организује бројне манифестације, активно сарађује са другим субјектима у култури и надлежним министарствима у циљу промоције туристичких потенцијала и унапређења туристичке понуде на подручју града Шапца. Пружа актуелне информације о догађајима, дешавањима, сервисним информацијама, сувенирима, смештају, кухињи и другим потребним чиниоцима боравка у Шапцу.